# 郭槐
郭槐（237年—296年），字媛韶，又名玉璜，太原陽曲人。伯父郭淮。父郭配，曹魏時任城陽太守。西晉初權臣賈充後妻，為晉惠帝皇后賈南風之母。

## 生平
郭槐生於魏明帝青龍五年（237年），其父為城陽太守郭配。257年，與賈充結婚，生賈南風、賈午二女。其後先生長子賈黎民，因郭槐個性妒忌，見賈充逗弄正被乳母抱在懷中的黎民，以為是賈充與乳母有私情，便將乳母鞭殺，結果黎民因思念乳母而死，年僅三歲；不久又生一子，剛滿一歲時，因賈充撫摸乳母懷中的小兒，使郭槐再起疑心，殺害乳母，小兒一樣因思念乳母而死。從此賈充夫妻間再也沒有生育，最後以賈午與韓壽所生之子賈謐為後嗣。
賈充最初娶李豐之女李婉為妻，生二女賈荃、賈濬，然而李豐因參與謀廢司馬師、改以夏侯玄輔政事，遭到誅殺，連帶使李婉被迫流徙。晉武帝即位後，大赦天下，李婉得以回京，武帝並特准賈充置左右夫人，讓李婉、郭槐皆為正妻，賈充的母親柳氏也希望媳婦快點回來。但郭槐卻深感不滿，認為自己才是輔佐賈充成就事業的人，李婉不應和她平起平坐。賈充也因畏懼郭槐，辭讓了准置兩夫人的詔書。當時賈荃為齊王司馬攸妃，希望父親與郭槐離婚，迎回李婉，但賈充拒絕，只將李婉安置於永年里，不相往來，無論賈荃、賈濬如何哀求，賈充皆不理會。
郭槐因派人賄賂說服皇后楊豔，得以將女兒賈南風送入宮中為太子妃。起初郭槐曾有意拜訪李婉，賈充因知郭槐不如李婉，便阻攔她前往。直到賈南風為太子妃後，郭槐盛裝往李婉住處，才剛見李婉出迎，竟為其氣勢所懾，不自覺的屈身向她行禮。從此每當賈充外出，郭槐便派人尋找，深怕賈充前去與李婉相會。
晉惠帝即位後，封郭槐為「廣城君」。賈南風當權時，賈氏一族權傾一時，巴結者甚眾。郭槐每次出門時，石崇便會停車在路邊送行，甚至朝其車尾叩拜。然而隨著時間過去，賈南風漸失人心，裴頠擔心她亂政，與張華、賈模商議廢賈南風而改立太子司馬遹生母淑妃謝玖為皇后，但二人擔心引起禍亂，裴頠遂轉而勸說郭槐，希望她告戒賈南風，務必要善待司馬遹。
由於賈南風只生育了四位公主，沒有男嗣，郭槐也深知將太子視為己出的重要性，因此對司馬遹頗為照顧。原本她希望賈南風以韓壽之女為太子妃，卻因賈南風與賈午雙雙反對而作罷。即使如此，郭槐仍時常要求賈南風應慈愛對待司馬遹，甚至也曾責備恃貴而驕、欺侮太子的賈謐。其後郭槐重病，有占卜師認為不宜封「廣城」，故改封為「宜城君」。期間賈南風曾出宮侍疾十多日，司馬遹也時常前往探望，恪盡禮數。郭槐臨終時，握著賈南風的手，不但交代她務必要全心全意善待司馬遹，而且千萬不要再聽任武帝让趙粲與賈午入宮，她們二人只會壞其大事而已。
元康六年（296年），郭槐過世，年六十歲。諡號為「宣」，特加殊禮。時人頗有微辭，卻又不敢明說。
郭槐過世後，賈南風不能遵其遺言，不但仍與趙粲、賈午往來，更謀殺司馬遹，終於導致賈家敗亡、自身被廢的下場。